# Vísperas de carnaval
Vísperas de carnaval es el segundo álbum de la banda argentina de ska La Mosca Tsé-Tsé. Fue lanzado a mediados de 1999 y producido por Juanchi Baleirón (Los Pericos).

## Descripción
La canción «Yo te quiero dar», publicada como segundo corte de álbum, tuvo amplia rotación por las radios y los canales de música de Argentina. Eso hizo que fuera escuchado por José Antonio Abellán, un productor y conductor de radio español, quien llevó a la banda a Madrid. Este álbum contó además con los cortes «Baila para mí», «Para no verte más» y «Cha Cha Cha».
El álbum cuenta como invitados a Juanchi Baleirón, Diego y Marcelo Blanco (de Los Pericos), los Super Ratones y Maximiliano Groppi.

### Videos musicales
- Para no verte más (1999)
- Yo te quiero dar (2000)
- Cha Cha Cha (2000)
- Baila para mí (2000)
- El demonio (está en esa mujer) (2001)
- Marineros (2017)

## Listado de canciones
| Vísperas de carnaval |                                   |                                    |                                                                      |          |  |
| N.º                  | Título                            | Letras                             | Música                                                               | Duración |  |
| 1.                   | «Yo te quiero dar»                | Guillermo Novellis · Machi Boreán  | La Mosca Tsé-Tsé                                                     | 3:47     |  |
| 2.                   | «Baila para mí»                   | Guillermo Novellis · Machi Boreán  | Guillermo Novellis · Machi Boreán                                    | 3:24     |  |
| 3.                   | «Para no verte más»               | Guillermo Novellis                 | Guillermo Novellis · Pablo Tisera                                    | 3:10     |  |
| 4.                   | «El demonio (está en esa mujer)»  | Guillermo Novellis                 | Guillermo Novellis                                                   | 4:12     |  |
| 5.                   | «Gira el ventilador»              | Guillermo Novellis                 | Guillermo Novellis · Pablo Tisera                                    | 3:33     |  |
| 6.                   | «Cha Cha Cha»                     | Guillermo Novellis · Adrián Cionco | Adrián Cionco                                                        | 3:10     |  |
| 7.                   | «Sobre iluminados e iluminadores» | Guillermo Novellis                 | La Mosca Tsé-Tsé (exc. Walter Cortagerena)                           | 3:16     |  |
| 8.                   | «No te enamores de mí»            | Guillermo Novellis                 | Machi Boreán · Marcelo Lutri                                         | 2:49     |  |
| 9.                   | «El otro lado de los cuentos»     | Guillermo Novellis                 | Guillermo Novellis                                                   | 4:08     |  |
| 10.                  | «No me dejaré»                    | Guillermo Novellis · Adrián Cionco | Novellis · Cionco · Mendoza · Clark · Balcarce · Castro              | 3:50     |  |
| 11.                  | «Marineros»                       | Guillermo Novellis · Machi Boreán  | Machi Boreán · Walter Cortagerena                                    | 3:15     |  |
| 12.                  | «No te despiertes mi amor»        | Guillermo Novellis                 | Guillermo Novellis                                                   | 3:10     |  |
| 13.                  | «Magalí»                          | Guillermo Novellis                 | Machi Boreán · Pablo Tisera                                          | 2:46     |  |
| 14.                  | «Sin carnaval»                    | Guillermo Novellis · Machi Boreán  | Guillermo Novellis · Adrián Cionco · Machi Boreán                    | 2:53     |  |
| 15.                  | «Canción escondida»               | Guillermo Novellis                 | Novellis · Clark · Lutri · Mendoza · Balcarce · Castro · Cortagerena | 1:00     |  |
| 49:44                |                                   |                                    |                                                                      |          |  |

## Músicos
| La Mosca Tsé-Tsé - Guillermo Novellis – voz líder y guitarra. - Machi Boreán – teclados. - Walter «Pety» Cortagerena – guitarras y coros. - Mariano «Negro» Balcarce – percusión y coros. - Adrián «Dedos» Cionco – bajo y coros. - Fernando «Conde» Castro – batería. - Pablo «Chivia» Tisera – primera trompeta. - Raúl Mendoza – trompeta. - Julio Clark – saxo. - Marcelo Lutri – trombón. | Invitados - Juanchi Baleirón – guitarras y coros. - Diego «Chapa» Blanco – teclados. - Marcelo Blanco – percusión. - Super Ratones – coros. - Maximiliano Groppi – saxo barítono. |

## Datos técnicos
- Grabado en Robledo Sound Machine entre abril y mayo de 1999.
  - Técnico de grabación: Guido Nisenson.
  - Operador de ProTools: Carlos «Caen» Boto.
  - Asistente de estudio: Cheto Piñero.
- Productor: Juanchi Baleirón (EMI Music Argentina)
- Coordinador de producción: Santiago Ruiz.
- A&R: Nacho Soler.
- Mezclado en Estudios El Pie.
  - Ingeniero de mezcla: Eduardo Bergallo.
  - Asistente de mezcla: Uriel Dorfman.
- Masterizado en Mr. Master.
- Preproducción en Estudios LT24 en San Nicolás (Buenos Aires).[2]

## Certificaciones
| País    | Organismo certificador | Certificación | Ventas certificadas | Ref.  |
| ------- | ---------------------- | ------------- | ------------------- | ----- |
| Uruguay | CUD                    | Oro           | 3 000               | [ 4 ] |